# 龍谷大学短期大学部
龍谷大学短期大学部（りゅうこくだいがくたんきだいがくぶ、英語: Ryukoku University faculty of Junior college）は、京都府京都市伏見区深草塚本町67に本部を置く日本の私立大学。1950年創立、1950年設置。略称は龍短。

## 概観
- 1949年10月に文部省[注釈 1]に短期大学[注 1]の設置認可に関する申請を行い[注 2]。1950年3月14日に短期大学の設置が文部省[注釈 1]より認可され[注 3]、4月1日に開設された。かつてあった社会福祉科には、「障害者福祉論」・「高齢者福祉論」・「社会福祉原論」など社会福祉全般にわたる諸科目を学ぶいわゆるAコースと、「児童福祉論」・「小児栄養」など主に保育や児童福祉に関する科目を学ぶBコースがあったが、2011年度入学生より、前者は社会福祉学科、後者はこども教育学科へと改組された。一般教育科目には「仏教学」・「真宗概説」などの宗教系科目がある。過去にあった仏教科を含め、設置されている学科は大学と同類のものとなっている。そのため、卒業後、龍谷大学への編入学者が毎年少なからずいる。なお大学と同様、親鸞の浄土真宗に基づいた教育がベースとなっている。
- 2024年度の入学生を最後に[注釈 2]、短期大学としての使命を終えることが決定した。

## 沿革
- 1949年
  - 10月 文部省[注釈 1]に短期大学[注 4]の設置認可に関する申請を行う[注 5]。なお、学科・専攻は以下の通りとなっている[注 6]。
    - 佛教学科 入学定員80名
- 1950年
  - 3月14日 左記を以て短期大学の設置が文部省[注釈 1]より認可される[注 7]。
  - 4月1日 左記を以て龍谷大学短期大学部が以下の学科体制にて開学する[注 8]。
    - 佛教学科 入学定員80名 申請通り変更なし
- 1954年
  - 5月1日 学生数[10]/定員
    - 仏教科 136[注 9]/160
- 1962年
  - 4月1日 以下の学科を増設する[注釈 3]。
    - 社会福祉科 入学定員40名

  - 同 仏教科の入学定員を80→40に減員[注釈 3]
  - 5月1日 学生数[12]/定員
    - 仏教科 47[注釈 4]/120
    - 社会福祉科 42[注 10]/40
- 1983年
  - 4月1日 学科の入学定員増を以下の通り行う[注 11]。
    - 仏教科 40→100
    - 社会福祉科 40→100

  - 5月1日 学生数[18]/定員
    - 仏教科 221[注 12]/140
    - 社会福祉科 164[注 13]/140
- 1984年
  - 12月27日 専攻科の設置が認可され、以下の課程を設ける[注 14]。
    - 仏教専攻 入学定員30名
- 1990年
  - 4月1日 学科の入学定員を以下の通り増員する[注 15]。
    - 仏教科 100→150
    - 社会福祉科 100→150

  - 5月1日 学生数[24]/定員
    - 仏教科 301[注 16]/250
    - 社会福祉科 286[注 17]/250
- 1992年
  - 4月1日 専攻科に以下の課程を設ける[注 18]。
    - 福祉専攻 入学定員40名
- 1992年
  - 5月1日 学生数[注 19]/定員
    - 仏教科 397[注 20]/300
    - 社会福祉科 470[注 21]/300
- 1994年
  - 4月1日 専攻科が学位授与機構に認定される。なお対象の専攻課程は以下の通り[28]。
    - 仏教専攻
    - 福祉専攻
- 1999年
  - 4月1日 学科の入学定員減を以下の通り行う[注 22]。
    - 仏教科 150→100
    - 社会福祉科 150→100
- 1999年
  - 5月1日 学生数[32]/定員
    - 仏教科 309[注 23]/250
    - 社会福祉科 359[注 24]/250
- 2000年
  - 4月1日 社会福祉科の入学定員を100→200に増員[注 25]。
- 2002年
  - 4月1日 以下の学科については、この年度で学生募集を最終とする[注 26]。
- 2003年
  - 文部科学省の特色ある大学教育支援プログラムに採択される。
- 2004年
  - 1月 平成16年度大学入試センター試験参加短期大学の1校となる[注 27]。
- 2007年
  - 3月29日 左記をもって以下の学科を正式に廃止とする[38]。
    - 仏教科
- 2011年
  - 4月1日 以下の学科を増設する[39]。
    - こども教育学科 入学定員90名

  - 同 社会福祉科を社会福祉学科に改称し、入学定員を242→130に減員する[40]。
- 2014年
  - 1月 平成26年度大学入試センター試験参加短期大学の1校となる[41]。
- 2015年
  - 1月 平成27年度大学入試センター試験参加短期大学の1校となる[42]。
- 2016年
  - 1月 平成28年度大学入試センター試験参加短期大学の1校となる[43]。
- 2017年
  - 4月1日 学科の入学定員を以下の通り変更する[44]。
    - 社会福祉学科 130→85
    - こども教育学科 90→135
- 2024年
  - 4月1日 学生募集を最終とする[注釈 2]。

## 基礎データ

### 所在地
- 京都府京都市伏見区深草塚本町67

### 交通アクセス
- 京阪本線龍谷大前深草駅下車。

### 象徴
- 龍谷大学短期大学部のカレッジマークは龍谷大学と同じものを使用[注 28]。

## 教育および研究

### 組織

#### 学科
- 社会福祉学科 入学定員85名[49]
- こども教育学科 入学定員135名[49]

##### 過去にあった学科
- 仏教科 入学定員100名[注 29]

#### 専攻科
- 福祉専攻 入学定員40名[注 30]
- 仏教専攻 入学定員30名[注 31]

#### 別科
- なし

##### 取得資格について
資格
- 保育士：2011年度より、こども教育学科にて取得できるようになる。それ以前は社会福祉科にて。
- ほか社会福祉士の受験基礎資格もある。卒業後、2年以上社会福祉施設での相談業務を経験することが必要である。
- 介護福祉士：専攻科にて取得できた。

教職課程
- 幼稚園教諭二種免許状：2011年度よりこども教育学科にて。
- 中学校教諭二種免許状
  - 社会：社会福祉学科教養福祉コース。2010年度までは、社会福祉科にて。2011年度より社会福祉学科にて。現在は、履修不可となっている。
  - 宗教：かつてあった仏教科に設けられていた[52]。

#### 附属機関
- 国際センター
- 附属図書館ほか

### 研究
- 『仏教と福祉の研究:龍谷大学短期大学部創設仏教科四十周年社会福祉科三十周年記念論文集』[53]

### 教育
- 現代的教育ニーズ取組支援プログラム
  - 「イメージ創生を中心としたキャリア教育－視聴覚教材・学外教育資源・体験型学習を活用した体系的教育プログラム－」において2006年度に採択されている。
- 特色ある大学教育支援プログラム
  - 「体験型教育で学ぶ『共に生きる地域づくり』－校区住民と交流する「砂川アクション」と知的障がい者と共に学ぶ「ふれあい大学」の取組－」において2006年度に採択されている。

## 学生生活

### 部活動・クラブ活動・サークル活動
- クラブ活動は、大学と合同でおこなわれている。

### 学園祭
- 学園祭は深草キャンパスで大学と合同で行われている。

## 著名な出身者
- 大内寛文 - ラグビー日本代表選手。後に龍谷大学文学部に編入学。
- 小鴨由水 - マラソン選手（1992年バルセロナ五輪代表）
- 小西美加 - プロ野球選手
- 田中真知子 - 声優

## 施設

### キャンパス
- ほとんど全て大学と共同使用している。

## 社会との関わり
- 2008年度では『ビハーラ活動論』公開講座が行われた[注 32]。

## 卒業後の進路について
- 進学は龍谷大学への編入学や龍谷大学短期大学部専攻科が目立つ。就職については以下のようになっている。
  - 仏教科：住職や伝道者などいわゆる仏教に携わる職に携わる人、一般企業への就職者もいた。
  - 社会福祉科：社会福祉協議会や社会福祉施設など福祉関連業界への就職者が多い。一般企業への就職者もいる。